# Cryptocarya kamahar
Cryptocarya kamahar är en lagerväxtart som beskrevs av Teschn.. Cryptocarya kamahar ingår i släktet Cryptocarya och familjen lagerväxter. Inga underarter finns listade i Catalogue of Life.